# Hadrianuspoort

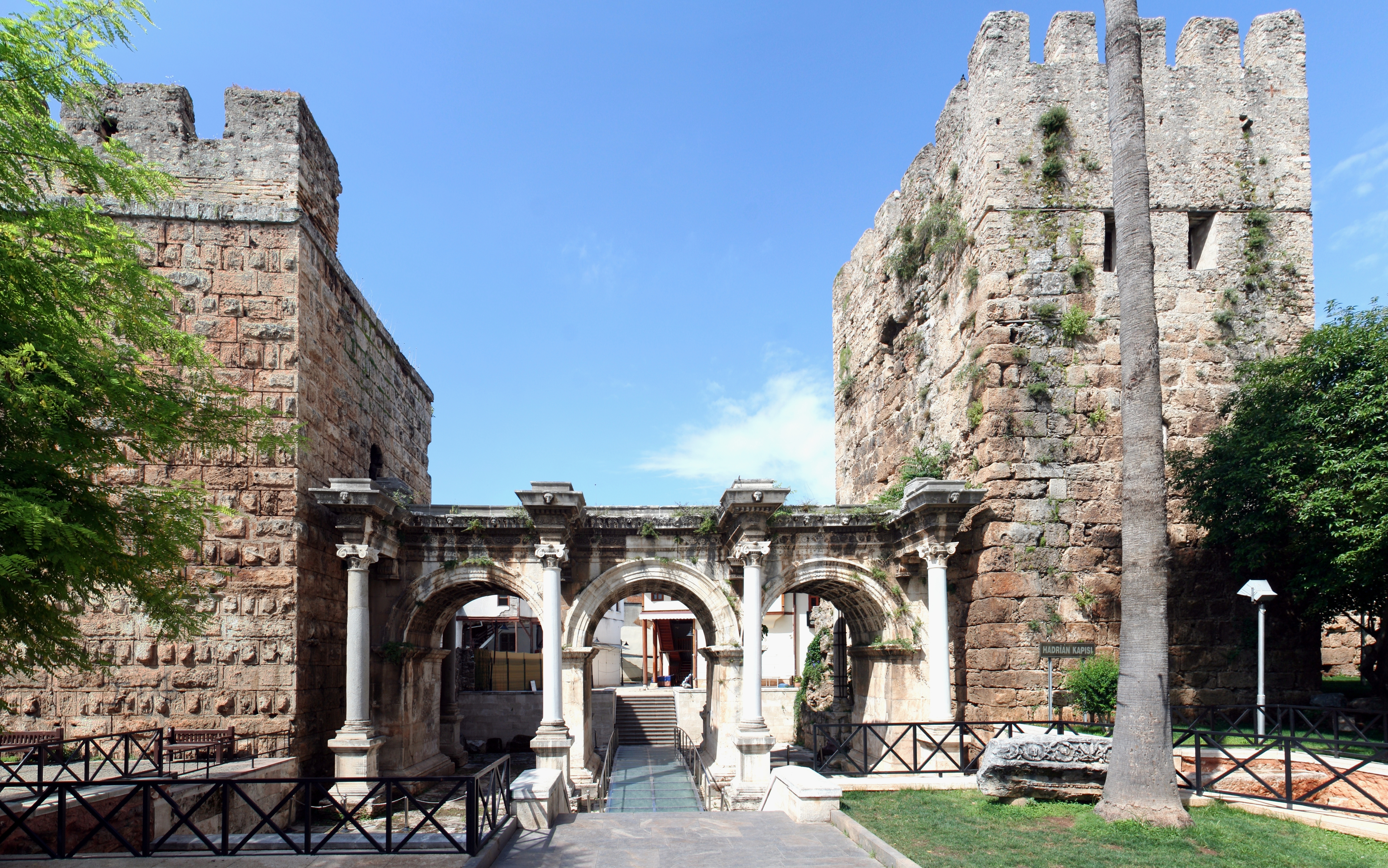
De Hadrianuspoort

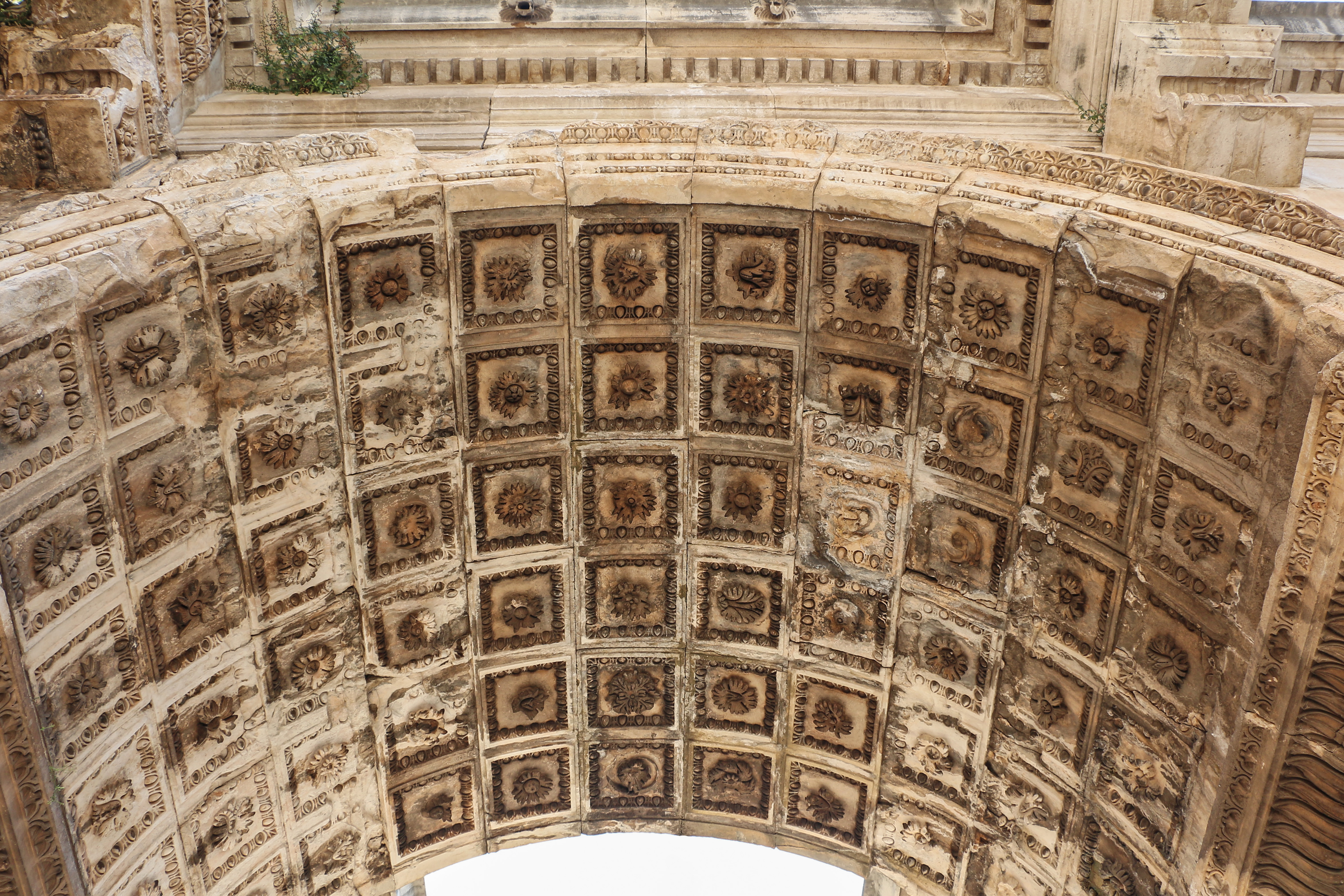
Gewelfboog

De Hadrianuspoort (Turks: Üçkapılar) staat in de Turkse stad Antalya. Deze triomfboog werd gebouwd ter ere van de Romeinse keizer Hadrianus die in 130 n.Chr. de stad bezocht. Het is de enige nog bestaande poort in de stadsmuren van Antalya.
De 8 meter hoge poort bestaat uit drie doorgangen. De poort is gemaakt van marmer, met uitzondering van de pilaren: deze zijn van graniet. Oorspronkelijk bestond de poort uit twee verdiepingen, waarbij de bovenste verdieping hoogstwaarschijnlijk beelden bevatte van de keizer en zijn familie. De poort wordt aan beide zijden geflankeerd door een toren. De zuidelijke toren - bekend als de Julia Sancta - dateert eveneens uit de Romeinse tijd maar is in een andere periode gebouwd dan de poort. De noordelijke toren is oorspronkelijk ook Romeins, maar de bovenste helft betreft een 13e-eeuwse herbouw onder sultan Alaeddin Keykubat en bevat een inscriptie in het Arabisch.
De poort raakte in onbruik toen deze werd ingekapseld in de stadsmuur. Pas in de jaren 50 van de 20e eeuw werd de poort weer zichtbaar toen een deel van de stadsmuur instortte. In 1959 werd de poort hersteld. Tevens werd het bestaande plaveisel verwijderd tot het oorspronkelijke Romeinse straatniveau tevoorschijn kwam. Onder de middelste boog is een kunststof vloer aangelegd zodat wandelaars de Romeinse straat daaronder kunnen bekijken. 
Tijdens de restauratiewerkzaamheden in 1959 werden bronzen letters aangetroffen die onderdeel uitmaakten van de inscriptie ter ere van Hadrianus. Deze letters zijn over diverse musea in Europa verspreid geraakt.

## Legende
Volgens een lokale legende zou de koningin van Seba, die op weg was naar koning Salomo, door de poort zijn gereisd waarna ze de dag had doorgebracht in het paleis in Aspendos. Dit is echter onmogelijk omdat de poort pas zo'n duizend jaar na hun dood is gebouwd. Het zou dan eventueel om een voorganger van deze poort moeten gaan.